# Mistrovství Evropy v judu 1972
Mistrovství Evropy se konalo v Voorburgu, Nizozemsko 12.-13. května 1972.

## Výsledky
| Kategorie | Zlato                      | Stříbro                   | Bronz                        | Bronz                      |
| --------- | -------------------------- | ------------------------- | ---------------------------- | -------------------------- |
| -63 kg    | Jean-Jacques Mounier (FRA) | Sergej Suslin (URS)RUS    | Serhij Melnyčenko (URS)UKR   | Karl-Heinz Werner (GDR)    |
| -70 kg    | Dietmar Hötger (GDR)       | Anatolij Novikov (URS)UKR | Marian Tałaj (POL)           | Albert Verhülsdonk (FRG)   |
| -80 kg    | Jean-Paul Coche (FRA)      | Guram Gogolauri (URS)GEO  | László Ipacs (HUN)           | Andrej Cjupačenko (URS)RUS |
| -93 kg    | Angelo Parisi (GBR)        | Jan Bosman (NED)          | Jevgenij Soloduchin (URS)RUS | Ernst Eugster (NED)        |
| +93 kg    | Wim Ruska (NED)            | Givi Onašvili (URS)GEO    | Santiago Ojeda (ESP)         | Vitalij Kuzněcov (URS)RUS  |